# Eleccions municipals espanyoles de 2007

Capitals de província, més Santiago de Compostel·la i Mèrida (capitals de Comunitats Autònomes que no ho són de les seves províncies) i Vigo i Gijón (ciutats amb més de 250.000 habitants que no són capitals); segons la formació política a l'alcaldia com a resultat de les eleccions de 2007:
El PSOE aconsegueix l'alcaldia de 23 capitals de província, Santiago de Compostel·la, Mérida, Vigo i Gijón
El PP aconsegueix l'alcaldia de 22 capitals de província
IU aconsegueix l'alcaldia de Còrdova
El PNB aconsegueix l'alcaldia de Bilbao
CC-PNC aconsegueix l'alcaldia de Santa Cruz de Tenerife
El BNG aconsegueix l'alcaldia de Pontevedra
El PAR aconsegueix l'alcaldia de Terol

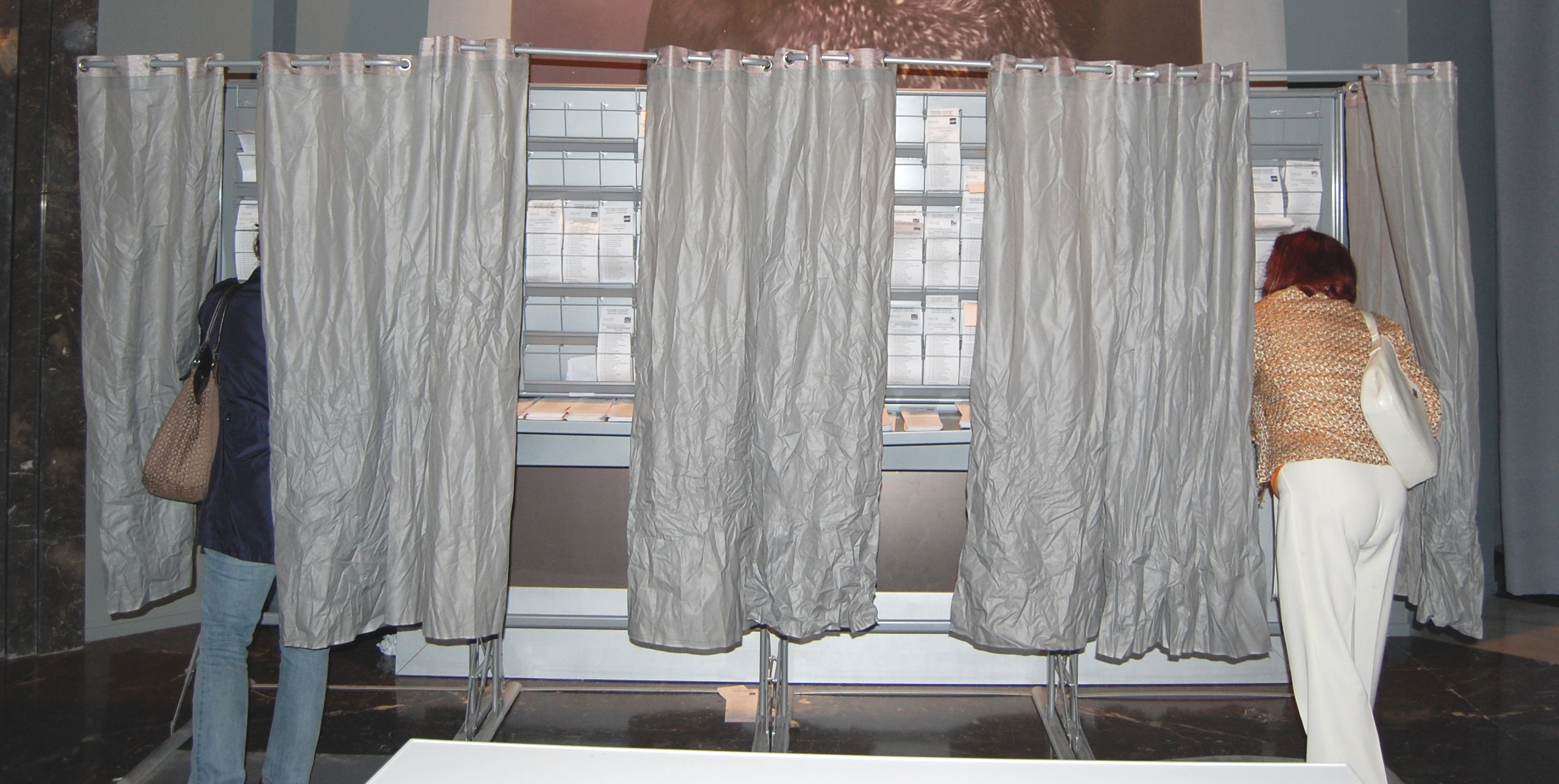
Electores elegeixen les paperetes de votació a Vigo

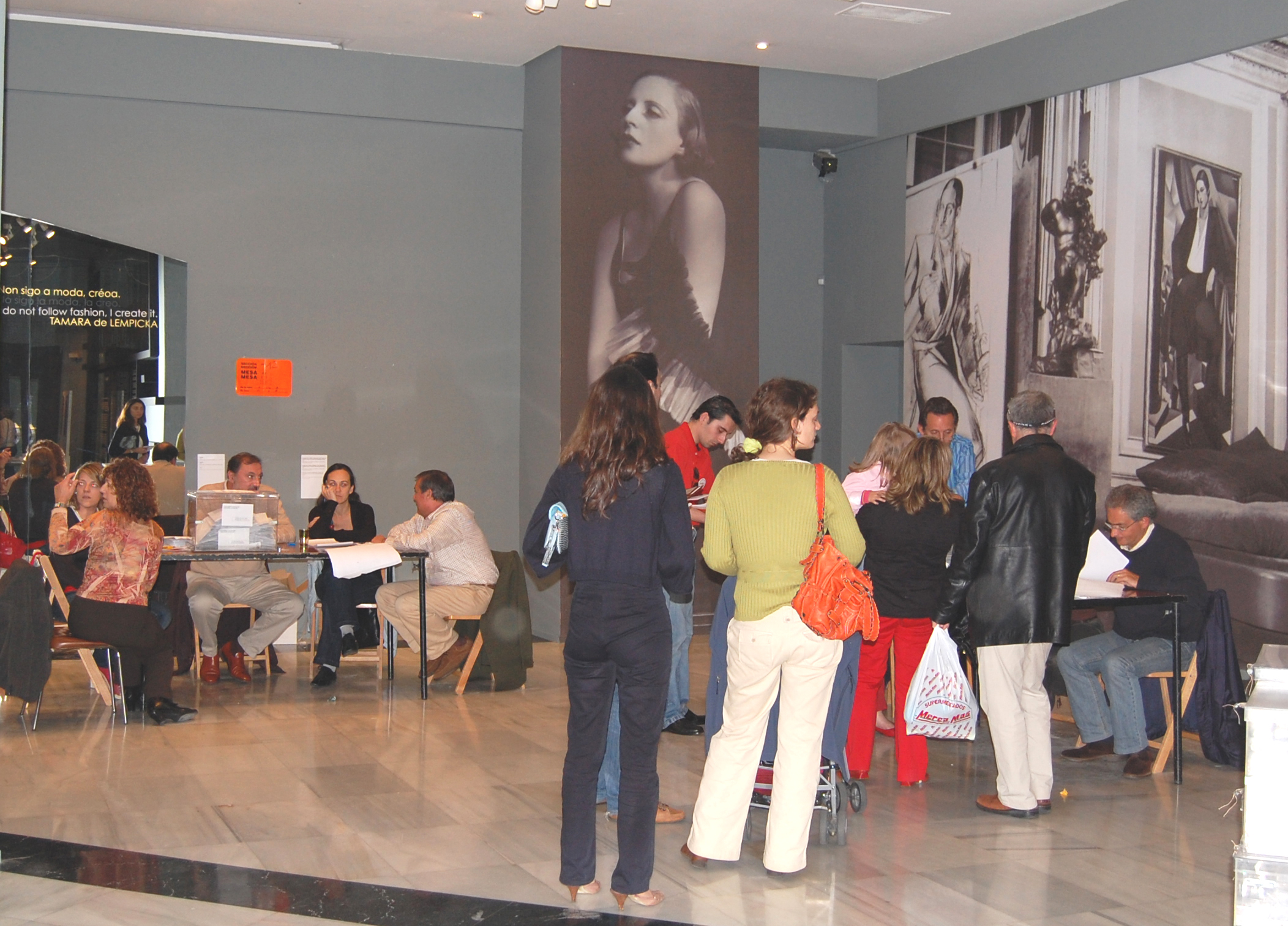
Electors esperen el seu torn per dipositar les paperetes en una secció de Vigo

D'acord amb el que estableix la Llei Orgànica del Règim Electoral General (LOREG), el 27 de maig de 2007 (quart diumenge de maig), va haver-hi a Espanya eleccions municipals.
Al Reial Decret 444/2007, del 2 d'abril del 2007, es convoquen aquestes eleccions per cobrir els següents llocs:
1. Regidors dels municipis amb població igual o superior a 100 residents (llevat d'aquells municipis que tinguin adoptat el règim de consell obert).
2. Alcaldes o batlle dels municipis de menys de 100 residents (i d'aquells que tinguin adoptat el règim de consell obert).
3. Alcaldes pedanis (o òrgan unipersonal) de les entitats d'àmbit territorial inferior al municipal.

El Reial Decret també recull l'elecció dels diputats de les Diputacions Provincials de Règim Comú, que es realitzarà una vegada celebrades les eleccions municipals mitjançant l'elecció indirecta.

## Precampanya electoral

### Dret de sufragi dels immigrants
Després d'una directiva de la Unió Europea (Directiva 94/80/CE), l'article 13.2 de la Constitució Espanyola va ser reformat el 28 d'agost del 1992 per estendre els drets de sufragi actiu i passiu en les eleccions municipals a tots els ciutadans de la UE que raguin en municipis espanyols. Aquesta extensió de drets es va ampliar el 6 de febrer del 1990, quan Espanya i Noruega van subscriure un acord pel qual es reconeix el dret a votar en eleccions municipals els noruecs a Espanya i viceversa.
El 17 d'agost del 2006, el PSOE i IU van presentar al Congrés dels Diputats una proposició no de llei per instar al Govern a prendre les mesures necessàries per concedir als immigrants que resideixen regularment a Espanya (predominantment ciutadans del Marroc, Equador i Colòmbia) el dret al sufragi en les eleccions municipals, sempre que, com estableix la Constitució, es creïn acords de reciprocitat. De fet, Espanya ja havia firmat tractats d'amistat amb Argentina, Veneçuela, l'Uruguai, Xile i Colòmbia; el Govern només hauria de firmar els convenis perquè 360.000 ciutadans immigrants d'aquests països poguessin votar en les eleccions municipals. Tanmateix, la Vicepresidenta del Govern, María Teresa Fernández de la Vega, va afirmar a la roda de premsa posterior al primer consell de ministres després de les vacances d'estiu (25 d'agost del 2006) que és "altament improbable" que els immigrants extracomunitaris puguin votar.
Amb tot, a més dels espanyols, podran votar en aquestes eleccions els ciutadans d'Alemanya, Àustria, Bèlgica, Xipre, Dinamarca, Eslovàquia, Eslovènia, Estònia, Finlàndia, França, Grècia, Hongria, Irlanda, Itàlia, Letònia, Lituània, Luxemburg, Malta, Noruega, els Països Baixos, Polònia, Portugal, el Regne Unit, República Txeca i Suècia que resideixin a Espanya; segons dades de la Secretaria d'Estat d'Immigració, aquests ciutadans en sumaven 619.341 el juny del 2006.[ A aquesta llista també cal afegir-li els ciutadans de Bulgària i Romania que van entrar a formar part de la UE l'1 de gener del 2007. En cas d'haver-se tingut en compte als cinc països sud-americans amb tractats d'amistat citats anteriorment, es podria haver ascendit a 1.2 milions d'estrangers amb dret a vot, una xifra tres vegades superior a la de les eleccions municipals de 2003.
Segons un estudi de l'INE, hi ha a Espanya 46 municipis en els quals més del 25% la seva població és estrangera; destaquen, amb més de 50.000 habitants, Torrevella i Oriola, a la província d'Alacant, Fuengirola i Mijas, a la província de Màlaga, i Arona i Adeje a Tenerife on gairebé el 50% de la seva població és estrangera.

### Corrupció urbanística
Andalusia ha estat una de les comunitats autònomes que més casos de corrupció urbanística ha sofert per part dels seus ajuntaments. Més de 25 localitats han vist com s'ha cridat a declarar als seus alcaldes o a regidors per implicacions en casos d'irregularitats al sector de la construcció, com requalificacions de terrenys dubtoses o ombres en contractes i adjudicacions. El cas més vistós i que més expectació ha aixecat en els mitjans de comunicació ha estat el de Marbella. En aquest municipi malagueny s'ha aconseguit destapar una complexa trama d'accions delictives que s'ha saldat amb l'empresonament de la seva alcaldessa, la seva primera tinent d'alcalde, alguns dels seus regidors i l'alcalde anterior. La gravetat del Cas Malaya ha estat de tal magnitud que, per primera vegada en la història recent d'Espanya, han estat necessàries la dissolució de l'Ajuntament de Marbella per part del Govern Central i la creació d'una comissió gestora.
Tanmateix, Marbella no ha estat l'únic municipi amb casos de corrupció en què els seus alcaldes s'han vist implicats. En octubre de 2006 l'alcalde de la localitat madrilenya de Ciempozuelos va presentar la seva dimissió després d'apuntar-se un possible cobrament de comissions que ascendirien a 40 milions d'euros. En novembre, ell i el seu antecessor en el càrrec van ingressar a presó acusats de suborn i blanqueig de diner. Ambos van aconseguir la llibertat provisional amb càrrecs després de pagar una fiança de 900.000 euros. Quest mateix mes, l'alcalde del municipi grancanari de Telde i diversos regidors van ser detinguts, acusats de suborn i malversació de cabals públics, en una operació que va venir a denominar-se Cas Faycan. Després de quedar a llibertat provisional amb càrrecs i sota fiança, el regidor i els edils deixaven oficialment els seus càrrecs unes setmanes més tarde. Per les mateixes dates, en el municipi mallorquí d'Andratx, el seu alcalde Eugenio Hidalgo, el director d'Ordenació del Territori del Govern de les Illes Balears i cinc persones més van ser detinguts, acusats de delictes relacionats amb la corrupció urbanística.

### Transfuguisme polític
D'acord amb les dades aportades pel Ministeri d'Administracions Públiques d'Espanya, Castella i Lleó és l'autonomia que més casos de transfuguisme polític, en termes absoluts, ha registrat en els seus ajuntaments. Dels 44 municipis que han realitzat mocions de censura durant el període 2003-2007, en 15 hi ha hagut trànsfugues pel mig. Destaca el cas de la ciutat de Lleó, l'única capital de província espanyola en la qual hi ha hagut canvi d'alcalde, incorrent a més en el transfuguisme. No obstant això, en termes relatius, la xifra seria superada per altres autonomies amb menor nombre de municipis, com ocorre amb la Comunitat Valenciana, Andalusia, Madrid i Catalunya.
Destaca el cas del municipi alacantí de San Fulgencio en el qual s'han arribat a realitzar dues mocions de censura, ambdues amb transfuguisme.

### Frau electoral
Amb motiu de les eleccions, molts pobles de pocs habitants estan sofrint empadronaments massius, que poden determinar la victòria d'un o un altre candidat. Així, pobles com Enix que ha passat de 267 electors a 347 al cens del 31 de gener del 2006 o Las Tres Villas que del 29 de gener al 31 va obtenir 129 nous habitants, reconeixent el candidat del PP a la localitat que d'aquest número 45 o 50 eren familiars seus. Una altra tant ha ocorregut a Mogán, a les Illes Canàries, on l'equip municipal oferia empadronar turistes a canvi d'un vot al seu favor. Tots aquests casos han obligat a l'Institut Nacional d'Estadística a investigar el padró de nombrosos pobles.

### Designació dels candidats a l'alcaldia de Madrid
L'Ajuntament de Madrid, el més important d'Espanya quant a nombre de regidors, és un dels quals més interès susciten de cara a les eleccions de maig de 2007.

#### Candidatura del PP
Alberto Ruiz Gallardón, del Partit Popular, va ser elegit com a alcalde de Madrid en els anteriors comicis de 2003. La seva reelecció com a candidat no va ser cap sorpresa (es donava per suposada), i va tenir lloc el 14 de gener de 2007 en un acte realitzat pel seu partit en un saló d'Ifema, que si bé va tenir un gran aforament, no va tenir tanta repercussió a nivell nacional.

#### Candidatura del PSOE

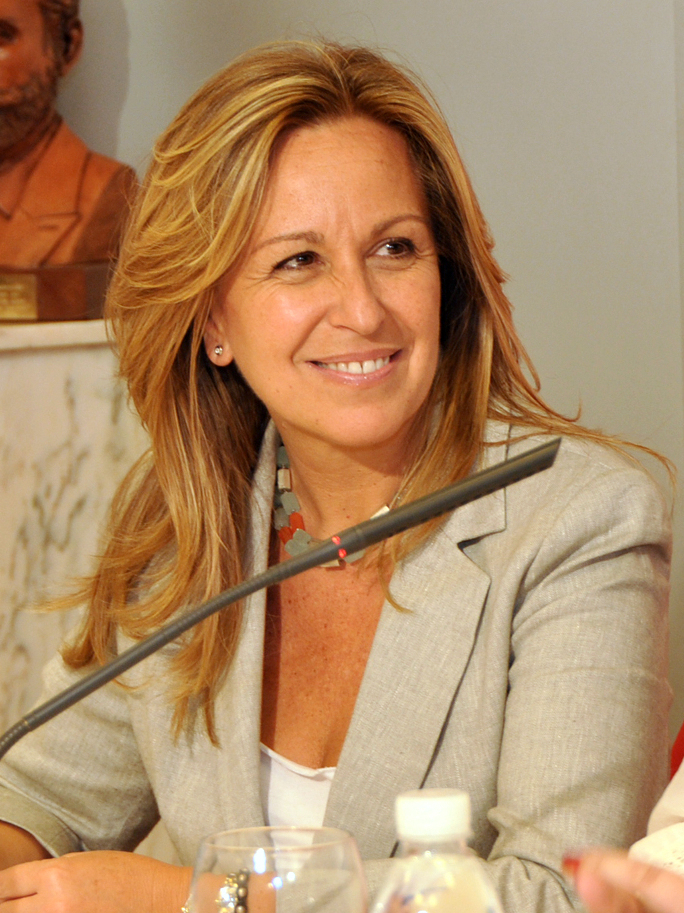
Trinidad Jiménez

L'elecció del candidat del PSOE a l'alcaldia de la capital, tanmateix, va ser alguna cosa més accidentada i va donar bastant més joc als mitjans de comunicació. Des d'un principi es va pensar que la candidata de les últimes eleccions, Trinidad Jiménez, seria qui tornés a repetir la candidatura. Aquesta idea es va venir a baix quan el 6 de setembre de 2006 va ser elegida pel president del govern per ocupar la Secretaria d'Estat per a Hispanoamèrica. A partir d'aquell moment van ser molts els possibles candidats socialistes que es van remenar en els cercles d'opinió: l'exsecretari General de l'OTAN, Javier Solana; l'expresident del Govern, Felipe González; el regidor Pedro Zerolo; el portaveu del PSOE en el Congrés, Diego López Garrido; el rector de la Universitat Carles III, Gregorio Peces-Barba; etc.
Els rumors van cessar temporalment quan el 10 d'octubre de 2006 el PSOE va realitzar una proposta oficial a l'exministre de Defensa, José Bono, perquè acceptés el càrrec. Tanmateix, Bono, que va semblar disposat a acceptar-lo en un primer moment, va acabar rebutjant la proposta l'endemà. Des d'aquell moment, el nom que va començar a prendre força va ser el de María Teresa Fernández de la Vega, no sense l'oposició d'alguns col·lectius que la preferien en el seu càrrec de vicepresidenta del Govern. Finalment, la incògnita es va aclarir el 25 d'octubre de 2006: Miguel Sebastián, fins a aquell moment director de l'Oficina Econòmica del president del Govern, i pràcticament desconegut per la ciutadania, va ser el candidat designat pel president del govern, José Luis Rodríguez Zapatero, per a l'alcaldia de la capital.
El mateix dia en què es va conèixer qui anava a ser el seu principal adversari polític, Ruiz Gallardón va assegurar que «es Zapatero quien, a través de Sebastián, ha decidido librar la batalla política por la alcaldía de Madrid y será él quien asuma las consecuencias», una idea que va mantenir durant els mesos posteriors. Davant d'aquesta afirmació, Zapatero va respondre el gener de 2007, preguntat per la premsa, que «perquè existeixi la confrontació fa falta ser candidat a la Presidència del Govern», i que «para que exista la confrontación hace falta ser candidato a la Presidencia del Gobierno», y que «no sé qué estará pensando él», […] «yo lo que puedo asegurar es que no me presento a la alcaldía de Madrid».

#### Candidatura d'IU

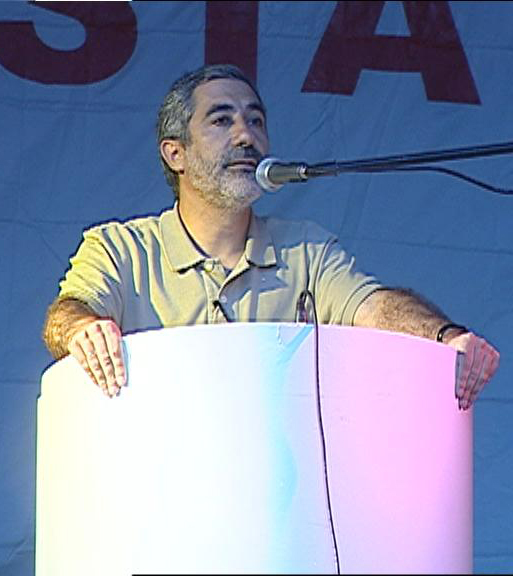
Gaspar Llamazares, president d'IU

El candidat a l'alcaldia de Madrid per Izquierda Unida, el tercer partit amb representació en l'Ajuntament, és Àngel Pérez. La Presidència Regional d'IU-Comunitat de Madrid li va proposar el 31 de maig de 2006, i el Consell Polític Regional d'Esquerra Unida li va designar definitivament com a candidat el 3 de juny de 2006, en una votació amb tots els vots vàlids al seu favor. Malgrat els seus anys d'experiència, una enquesta al diari La Razón assegurava el gener de 2007 que Angel Pérez és un polític desconegut per set de cada deu madrilenys. La candidatura de Pérez va anar recorreguda a la Comissió de Garanties d'IU pel sector comandat per Virgínia Díaz i Inés Sabanés. La comissió de garanties va anul·lar l'elecció de Pérez com a candidat, a la qual cosa aquest va contestar afirmant que la Comissió mancava de competències per apartar-lo de la candidatura. Finalment, els dos sectors enfrontats van arribar a un acord, deixant la candidatura a la comunitat a Sabanés i a la candidatura a l'alcaldia a Pérez.

### Aplicació de la Llei de partits

#### Context previ
Batasuna, un partit polític amb presència al País Basc i Navarra, es troba il·legalitzat des de 2003 en aplicació de la Llei de Partits per la seva vinculació amb ETA. Des de llavors, no ha renunciat a tornar a les urnes. Ja el setembre de 2006, abans de la ruptura del «alto el foc permanent» declarat per ETA el 22 de març de 2006, els líders de Batasuna ja consideraven que seria "impensable" la seva no participació en aquests comicis, ja que en cas de ser així, suposaria "un fracàs per a la democràcia". En un acte dut a terme el 25 de novembre de 2006 en Burlata (Navarra), el portaveu de Batasuna, Pernando Barrena, va assegurar que la seva formació es presentaria a les eleccions municipals, encara que sense aclarir sota quines sigles.
El gener de 2007, pocs dies després de l'atemptat a la Terminal 4 de Barajas (perpetrat el 30 de desembre de 2006 i que va costar la vida de dues persones), el portaveu de Batasuna, Arnaldo Otegi, va afirmar que "el Govern espanyol o no ha sabut o no ha volgut respondre de manera constructiva i positiva a l'oferta realitzada per l'organització ETA el 22 de març" encara que també va demanar a ETA que mantingués "intactes els continguts i objectius explicitats en el seu comunicat". Van ser aquestes unes declaracions en les quals no es va donar per trencat l'alto el foc ni es va realitzar una condemna contra l'atemptat. Deu dies després, l'esquerra abertzale va presentar a Bilbao la iniciativa electoral "Orain Bizkaia, Orain Ezker Abertzalea", en la qual es va exigir la derogació de la Llei de Partits.

#### Abertzale Sozialisten Batasuna
A mitjan març de 2007, Batasuna va celebrar a Santurtzi una assemblea secreta, a la qual van assistir uns 300 membres de l'esquerra abertzale, per tractar l'estratègia a seguir de cara a les eleccions municipals i forals. D'aquesta forma, el 27 de març de 2007, una dirigent abertzale, líder del partit Herritarren Zerrenda (il·legalitzat el 2004 per considerar-se precursor de Batasuna), va registrar en el Ministeri de l'Interior d'Espanya un nou partit per presentar-se a les eleccions: Abertzale Sozialisten Batasuna (ASB). Aquella mateixa nit, el president del Govern, José Luis Rodríguez Zapatero, va confirmar que Interior ja havia vist indicis d'il·legalitat i va demanar a la Fiscalia General de l'Estat que investigués. Així, el 3 d'abril, el Fiscal General Cándido Conde-Pumpido va sol·licitar el Tribunal Suprem d'Espanya que detingués el procés de legalització d'ASB per tractar-se d'"una successió o continuadora de Batasuna", basant-se en quatre aspectes: la reutilització del nom de Batasuna en la nova formació, la pertinença a Herri Batasuna de dos dels seus promotors, la identitat en l'organització i l'estructura entre Batasuna i ASB, i indicis de proximitat a la violència.
A més, a finals d'abril, Batasuna va aconseguir constituir més de 200 agrupacions electorals amb el nom Abertzale Sozialistak (AS) (més el nom del municipi en el qual es presenten) gràcies a les firmes de més de 80.000 persones.

#### Acció Nacionalista Vasca
El 12 d'abril de 2007, es va conèixer que Eusko Abertzale Ekintza-Acció Nacionalista Basca(EAE-ANV), un partit fundat en 1930 com a escissió del PNB i que va estar integrat a la coalició electoral Herri Batasuna (HB) entre 1978 i 2001, anava a presentar llistes en tots els municipis bascos i en alguns navarresos. Est augment de les candidatures d'ANV, que tenia una baixa concurrència en les eleccions prèvies, va fer pensar el Ministeri de l'Interior que podria estar relacionada amb Batasuna. Tanmateix, a causa de l'antiguitat de la formació, que aquesta rebutja la violència als seus estatuts i a la dificultat (des del pla jurídic) d'il·legalitzar el partit en el seu conjunt, el ministre Alfredo Pérez Rubalcaba va optar per invalidar les llistes en les quals s'identifiquessin candidatures relacionades amb Batasuna. El 28 d'abril de 2007, després de rebre un informe conjunt de la Guàrdia Civil i la Policia Nacional, el jutge de l'Audiència Nacional, Baltasar Garzón, va decidir no il·legalitzar ANV, fet que va desencadenar les crítiques del Partit Popular i l'Associació de Víctimes del Terrorisme (AVT).

### Candidats
A la següent taula figuren els candidats a les alcaldies de les ciutats espanyoles amb més de 250.000 habitants, ordenats segons els resultats obtinguts; i incloent també els d'aquelles formacions polítiques que haguessin perdut la representació municipal amb què comptaven en l'anterior legislatura (Acord a València i Alacant, PA a Sevilla, CC-PNC a Las Palmas de Gran Canaria, EA a Bilbao i PG a Vigo):
| Ciutat i alcalde en l'anterior legislatura                           | Candidats | Observacions |
| -------------------------------------------------------------------- | --- | --- |
| Madrid 3.128.600 hab. Alberto Ruiz-Gallardón Jiménez (PP)            | - Partit Popular: Alberto Ruiz-Gallardón Jiménez - PSOE: Miguel Sebastián Gascón - IU: Ángel Pérez Martínez                                                                           | |
| Barcelona 1.605.602 hab. Jordi Hereu i Boher (PSC-Progrés Municipal) | - PSC-Progrés Municipal: Jordi Hereu i Boher - CiU: Xavier Trias i Vidal de Llobatera - PP: Alberto Fernández Díaz - ICV-EUiA: Imma Mayol i Beltran - ERC: Jordi Portabella i Calvete | |
| València 805.304 hab. Rita Barberá Nolla (PP)                        | - PP: Rita Barberá Nolla - PSPV-PSOE: Carme Alborch Bataller - Acord: Amadeu Sanchis Labiós                                                                                           | - De les formacions que integren l'Acord Municipal d'Esquerres i Ecologista, Esquerra Unida del País Valencià i Els Verds del País Valencià es van presentar a les eleccions de 2003 separadament, i Izquierda Republicana no es va presentar a les esmentades eleccions a València (Esquerra Unida del País Valencià es va presentar al costat d'Esquerra Valenciana, formació que ara s'ha integrat al Bloc Nacionalista Valencià, en la coalició denominada Entesa; Els Verds del País Valencià es presentaven en solitari i tenien la denominació d'Els Verds-Los Verdes, abans de la integració en el partit d'Esquerra Verda, que es presentava en candidatura conjunta amb el Bloc Nacionalista Valencià); de les candidatures anomenades, només la d'Entesa va obtenir representació municipal |
| Sevilla 704.414 hab. Alfredo Sánchez Monteseirín (PSOE)              | - PP: Juan Ignacio Zoido Álvarez - PSOE: Alfredo Sánchez Monteseirín - IULV-CA: Antonio Rodrigo Torrijos - PA: Agustín Villar Iglesias                                                | |
| Saragossa 649.181 hab. Juan Alberto Belloch Julbe (PSOE)             | - PSOE: Juan Alberto Belloch Julbe - PP: Domingo Buesa Conde - CHA: Antonio Gaspar Galán - PAR: José Ángel Biel Rivera - IU: José Manuel Alonso Plaza                                 | |
| Màlaga 560.631 hab. Francisco de la Torre Prados (PP)                | - PP: Francisco de la Torre Prados - PSOE: Marisa Bustinduy Barrero - IULV-CA: Pedro Moreno Brenes                                                                                    | |
| Múrcia 416.996 hab. Miguel Ángel Cámara Botía (PP)                   | - PP: Miguel Ángel Cámara Botía - PSOE: María José Alarcón López - IU-LV: Esther Herguedas Aparicio                                                                                   | - Izquierda Unida i Los Verdes es van presentar a les eleccions de 2003 separadament; Los Verdes no van obtenir representació municipal |
| Las Palmas de Gran Canaria 377.056 hab. Josefa Luzardo Romano (PP)   | - PSOE: Jerónimo Saavedra Acevedo - PP: Josefa Luzardo Romano - Compromiso: Nardy Barrios Curbelo - CC-PNC: José Carlos Mauricio Rodríguez                                            | - Coalició Canària (que ara es presenta en candidatura conjunta amb el Partit Nacionalista Canari) i Compromiso (que anteriorment es presentava sota la denominació Compromiso por Gran Canaria) es van presentar a les eleccions de 2003 en la candidatura conjunta CC-CGC; el PNC s'havia presentat a les esmentades eleccions integrat a la Federació Nacionalista Canària (en candidatura conjunta amb Unió Canària), sense obtenir representació municipal |
| Palma 375.048 hab. Catalina Cirer Adrover (PP)                       | - PP: Catalina Cirer Adrover - PSOE: Aina Calvo Sastre - Bloc per Palma: Eberhard Grosske Fiol - UM: Miquel Nadal Buades                                                              | - Alternativa Esquerra Unida-Els Verds (llavors sota la denominació d'Esquerra Unida-Els Verds), el Partit Socialista de Mallorca-Entesa Nacionalista i Esquerra Republicana de Catalunya, formacions ara integrades al Bloc per Palma, es van presentar a les eleccions de 2003 separadament; Esquerra Republicana de Catalunya no va obtenir representació municipal |
| Bilbao 354.145 hab. Iñaki Azkuna Urreta (EAJ-PNV)                    | - EAJ-PNV: Iñaki Azkuna Urreta - PP: Antonio Basagoiti Pastor - PSE-EE: José María Oleaga Zalbidea - EB-B/Aralar: Julia Madrazo Lavín - EA: Jon Aritz Bengoetxea Donaire              | - El Partit Nacionalista Basc i Eusko Alkartasuna es van presentar a les eleccions de 2003 en la candidatura conjunta EAJ-PNB/EA - Ezker Batua-Berdeak i Aralar es van presentar a les eleccions de 2003 separadament; Aralar no va obtenir representació municipal. Ezker Batua-Berdeak va ser llavors una coalició entre Ezker Batua i Berdeak-Els Verds, que ara es presenta com a partit polític independentment d'Ezker Batua, malgrat que aquesta formació ha mantingut el terme "Berdeak" en el seu nom |
| Còrdova 322.867 hab. Rosa Aguilar Rivero (IULV-CA)                   | - PP: José Antonio Nieto Ballesteros - IULV-CA: Rosa Aguilar Rivero - PSOE: Rafael Blanco Perea                                                                                       | |
| Alacant 322.431 hab. Luis Díaz Alperi (PP)                           | - PP: Luis Díaz Alperi - PSPV-PSOE: Etelvina Andreu Sánchez - Acord: José Antonio Fernández Cabello                                                                                   | - De les formacions que integren l'Acord Municipal d'Esquerres i Ecologista, Esquerra Unida del País Valencià i Els Verds del País Valencià també s'havien presentat conjuntament a les eleccions de 2003, integrades al costat d'Esquerra Valenciana a la coalició denominada Entesa (Els Verds del País Valencià tenien la denominació d'Els Verds-Los Verdes, abans de la integració en el partit d'Esquerra Verda, que es presentava en candidatura conjunta amb el Bloc Nacionalista Valencià i no va obtenir representació municipal); Izquierda Republicana, que també forma part de l'Acord Municipal d'Esquerres i Ecologista, no es va presentar a les eleccions de 2003 a Alacant |
| Valladolid 319.943 hab. Francisco Javier León de la Riva (PP)        | - PP: Francisco Javier León de la Riva - PSOE: Soraya Rodríguez Ramos - IU-LV: Alfonso Sánchez de Castro                                                                              | - Izquierda Unida i Los Verdes es van presentar a les eleccions de 2003 separadament; Los Verdes no van obtenir representació municipal |
| Vigo 293.255 hab. Corina Porro Martínez (PP)                         | - PP: Corina Porro Martínez - PSdeG-PSOE: Abel Ramón Caballero Álvarez - BNG: Santiago Domínguez Olveira - PG: Manoel Soto Ferreiro                                                   | - El Partit Galleguista no es va presentar a les eleccions de 2003, però integra Progressistes Viguesos, formació que va obtenir representació municipal en les esmentades eleccions |
| Gijón 274.472 hab. Paz Fernández Felgueroso (PSOE)                   | - PSOE: Paz Fernández Felgueroso - PP: Pilar Fernández Pardo - IU-BA-LV: Jesús Montes Estrada                                                                                         | - La candidatura conjunta Izquierda Unida-Bloque por Asturies es va presentar a les eleccions de 2003 independentment de Los Verdes, als quals ara integra i que no van obtenir representació municipal |

## 27-M

### Resultats electorals
El quadre recull els resultats electorals a les cinquanta capitals de província, així com a les dues capitals de comunitat autònoma que són diferents a les de la província a què pertanyen (Mèrida i Santiago de Compostel·la); també figuren els resultats de Gijón i Vigo, ciutats que, sense ser capitals, tenen una població superior als 250.000 habitants.
| Comunitat autònoma | Municipi                                                 | Alcalde i govern municipal                                                                                               | Partit                | Vots    | %      | Regidors | +/- |
| ------------------ | -------------------------------------------------------- | --- | --------------------- | ------- | ------ | -------- | --- |
| ANDALUSIA          | Almeria 27 regidors                                      | - Alcalde: Luis Rogelio Rodríguez-Comendador Pérez (PP) - Govern municipal: PP i GIAL                                    | PP                    | 32.725  | 45,52% | 13       | +2  |
| ANDALUSIA          | Almeria 27 regidors                                      | - Alcalde: Luis Rogelio Rodríguez-Comendador Pérez (PP) - Govern municipal: PP i GIAL                                    | PSOE                  | 26.465  | 36,81% | 11       | +1  |
| ANDALUSIA          | Almeria 27 regidors                                      | - Alcalde: Luis Rogelio Rodríguez-Comendador Pérez (PP) - Govern municipal: PP i GIAL                                    | GIAL                  | 5.068   | 7,05%  | 2        | -3  |
| ANDALUSIA          | Almeria 27 regidors                                      | - Alcalde: Luis Rogelio Rodríguez-Comendador Pérez (PP) - Govern municipal: PP i GIAL                                    | IULV-CA               | 3.756   | 5,22%  | 1        | =   |
| ANDALUSIA          | Cadis 27 regidors                                        | - Alcaldessa: Teófila Martínez Saiz (PP) - Govern municipal: PP                                                          | PP                    | 33.910  | 59,77% | 18       | =   |
| ANDALUSIA          | Cadis 27 regidors                                        | - Alcaldessa: Teófila Martínez Saiz (PP) - Govern municipal: PP                                                          | PSOE                  | 15.524  | 27,36% | 8        | =   |
| ANDALUSIA          | Cadis 27 regidors                                        | - Alcaldessa: Teófila Martínez Saiz (PP) - Govern municipal: PP                                                          | IULV-CA               | 3.764   | 6,63%  | 1        | =   |
| ANDALUSIA          | Còrdova 29 regidors                                      | - Alcaldessa: Rosa Aguilar Rivero (IULV-CA) - Govern municipal: IULV-CA i PSOE                                           | PP                    | 64.094  | 43,96% | 14       | +2  |
| ANDALUSIA          | Còrdova 29 regidors                                      | - Alcaldessa: Rosa Aguilar Rivero (IULV-CA) - Govern municipal: IULV-CA i PSOE                                           | IULV-CA               | 51.982  | 35,66% | 11       | -2  |
| ANDALUSIA          | Còrdova 29 regidors                                      | - Alcaldessa: Rosa Aguilar Rivero (IULV-CA) - Govern municipal: IULV-CA i PSOE                                           | PSOE                  | 21.974  | 15,07% | 4        | =   |
| ANDALUSIA          | Granada 27 regidors                                      | - Alcalde: José Torres Hurtado (PP) - Govern municipal: PP                                                               | PP                    | 60.310  | 53,33% | 16       | +2  |
| ANDALUSIA          | Granada 27 regidors                                      | - Alcalde: José Torres Hurtado (PP) - Govern municipal: PP                                                               | PSOE                  | 36.995  | 32,72% | 9        | -2  |
| ANDALUSIA          | Granada 27 regidors                                      | - Alcalde: José Torres Hurtado (PP) - Govern municipal: PP                                                               | IULV-CA               | 9.067   | 8,02%  | 2        | =   |
| ANDALUSIA          | Huelva 27 regidors                                       | - Alcalde: Pedro Rodríguez González (PP) - Govern municipal: PP                                                          | PP                    | 31.056  | 51,11% | 15       | -1  |
| ANDALUSIA          | Huelva 27 regidors                                       | - Alcalde: Pedro Rodríguez González (PP) - Govern municipal: PP                                                          | PSOE                  | 22.424  | 36,90% | 10       | =   |
| ANDALUSIA          | Huelva 27 regidors                                       | - Alcalde: Pedro Rodríguez González (PP) - Govern municipal: PP                                                          | IULV-CA               | 4.477   | 7,37%  | 2        | +1  |
| ANDALUSIA          | Jaén 27 regidors                                         | - Alcaldessa: Carmen Peñalver Pérez (PSOE) - Govern municipal: PSOE i IULV-CA                                            | PP                    | 26.627  | 45,42% | 13       | -1  |
| ANDALUSIA          | Jaén 27 regidors                                         | - Alcaldessa: Carmen Peñalver Pérez (PSOE) - Govern municipal: PSOE i IULV-CA                                            | PSOE                  | 25.101  | 42,81% | 12       | +1  |
| ANDALUSIA          | Jaén 27 regidors                                         | - Alcaldessa: Carmen Peñalver Pérez (PSOE) - Govern municipal: PSOE i IULV-CA                                            | IULV-CA               | 3.909   | 6,67%  | 2        | =   |
| ANDALUSIA          | Màlaga 31 regidors                                       | - Alcalde: Francisco de la Torre Prados (PP) - Govern municipal: PP                                                      | PP                    | 111.761 | 51,03% | 17       | =   |
| ANDALUSIA          | Màlaga 31 regidors                                       | - Alcalde: Francisco de la Torre Prados (PP) - Govern municipal: PP                                                      | PSOE                  | 79.466  | 36,28% | 12       | =   |
| ANDALUSIA          | Màlaga 31 regidors                                       | - Alcalde: Francisco de la Torre Prados (PP) - Govern municipal: PP                                                      | IULV-CA               | 15.799  | 7,21%  | 2        | =   |
| ANDALUSIA          | Sevilla 33 regidors                                      | - Alcalde: Alfredo Sánchez Monteseirín (PSOE) - Govern municipal: PSOE i IULV-CA                                         | PP                    | 128.776 | 41,84% | 15       | +3  |
| ANDALUSIA          | Sevilla 33 regidors                                      | - Alcalde: Alfredo Sánchez Monteseirín (PSOE) - Govern municipal: PSOE i IULV-CA                                         | PSOE                  | 124.534 | 40,46% | 15       | +1  |
| ANDALUSIA          | Sevilla 33 regidors                                      | - Alcalde: Alfredo Sánchez Monteseirín (PSOE) - Govern municipal: PSOE i IULV-CA                                         | IULV-CA               | 25.772  | 8,37%  | 3        | =   |
| ANDALUSIA          | Sevilla 33 regidors                                      | - Alcalde: Alfredo Sánchez Monteseirín (PSOE) - Govern municipal: PSOE i IULV-CA                                         | PA                    | 13.839  | 4,5%   | ---      | -4  |
| ARAGÓ              | Osca 21 regidors                                         | - Alcalde: Fernando Elboj Broto (PSOE) - Govern municipal: PSOE i PAR                                                    | PSOE                  | 8.909   | 38,45% | 9        | -3  |
| ARAGÓ              | Osca 21 regidors                                         | - Alcalde: Fernando Elboj Broto (PSOE) - Govern municipal: PSOE i PAR                                                    | PP                    | 7.457   | 32,18% | 7        | +1  |
| ARAGÓ              | Osca 21 regidors                                         | - Alcalde: Fernando Elboj Broto (PSOE) - Govern municipal: PSOE i PAR                                                    | CHA                   | 2.092   | 9,03%  | 2        | =   |
| ARAGÓ              | Osca 21 regidors                                         | - Alcalde: Fernando Elboj Broto (PSOE) - Govern municipal: PSOE i PAR                                                    | PAR                   | 1.906   | 8,23%  | 2        | +1  |
| ARAGÓ              | Osca 21 regidors                                         | - Alcalde: Fernando Elboj Broto (PSOE) - Govern municipal: PSOE i PAR                                                    | IU                    | 1.338   | 5,77%  | 1        | +1  |
| ARAGÓ              | Terol 21 regidors                                        | - Alcalde: Miguel Ferrer Górriz (PAR) - Govern municipal: PSOE i PAR                                                     | PP                    | 5.909   | 35,60% | 8        | =   |
| ARAGÓ              | Terol 21 regidors                                        | - Alcalde: Miguel Ferrer Górriz (PAR) - Govern municipal: PSOE i PAR                                                     | PSOE                  | 5.166   | 31,12% | 7        | -1  |
| ARAGÓ              | Terol 21 regidors                                        | - Alcalde: Miguel Ferrer Górriz (PAR) - Govern municipal: PSOE i PAR                                                     | PAR                   | 2.740   | 16,51% | 4        | =   |
| ARAGÓ              | Terol 21 regidors                                        | - Alcalde: Miguel Ferrer Górriz (PAR) - Govern municipal: PSOE i PAR                                                     | CHA                   | 1.423   | 8,57%  | 2        | +1  |
| ARAGÓ              | Saragossa 31 regidors                                    | - Alcalde: Juan Alberto Belloch Julbe (PSOE) - Govern municipal: PSOE i PAR (en minoria)                                 | PSOE                  | 115.723 | 38,06% | 13       | +1  |
| ARAGÓ              | Saragossa 31 regidors                                    | - Alcalde: Juan Alberto Belloch Julbe (PSOE) - Govern municipal: PSOE i PAR (en minoria)                                 | PP                    | 103.191 | 33,94% | 12       | +1  |
| ARAGÓ              | Saragossa 31 regidors                                    | - Alcalde: Juan Alberto Belloch Julbe (PSOE) - Govern municipal: PSOE i PAR (en minoria)                                 | CHA                   | 29.230  | 9,61%  | 3        | -3  |
| ARAGÓ              | Saragossa 31 regidors                                    | - Alcalde: Juan Alberto Belloch Julbe (PSOE) - Govern municipal: PSOE i PAR (en minoria)                                 | PAR                   | 25.410  | 8,36%  | 2        | =   |
| ARAGÓ              | Saragossa 31 regidors                                    | - Alcalde: Juan Alberto Belloch Julbe (PSOE) - Govern municipal: PSOE i PAR (en minoria)                                 | IU                    | 16.148  | 5,31%  | 1        | +1  |
| ASTÚRIES           | Gijón 27 regidors                                        | - Alcaldessa: Paz Fernández Felgueroso (PSOE) - Govern municipal: PSOE i IU-BA-LV                                        | PSOE                  | 63.765  | 44,45% | 13       | =   |
| ASTÚRIES           | Gijón 27 regidors                                        | - Alcaldessa: Paz Fernández Felgueroso (PSOE) - Govern municipal: PSOE i IU-BA-LV                                        | PP                    | 57.964  | 40,41% | 12       | +1  |
| ASTÚRIES           | Gijón 27 regidors                                        | - Alcaldessa: Paz Fernández Felgueroso (PSOE) - Govern municipal: PSOE i IU-BA-LV                                        | IU-BA-LV              | 12.638  | 8,81%  | 2        | -1  |
| ASTÚRIES           | Oviedo 27 regidors                                       | - Alcalde: Gabino de Lorenzo Ferrera (PP) - Govern municipal: PP                                                         | PP                    | 64.111  | 55,85% | 17       | =   |
| ASTÚRIES           | Oviedo 27 regidors                                       | - Alcalde: Gabino de Lorenzo Ferrera (PP) - Govern municipal: PP                                                         | PSOE                  | 34.331  | 29,91% | 9        | +1  |
| ASTÚRIES           | Oviedo 27 regidors                                       | - Alcalde: Gabino de Lorenzo Ferrera (PP) - Govern municipal: PP                                                         | ASCIZ                 | 7.323   | 6,38%  | 1        | +1  |
| ASTÚRIES           | Oviedo 27 regidors                                       | - Alcalde: Gabino de Lorenzo Ferrera (PP) - Govern municipal: PP                                                         | IU-BA-LV              | 4.219   | 3,68%  | ---      | -2  |
| BALEARS            | Palma 29 regidors                                        | - Alcaldessa: Aina Calvo Sastre (PSOE) - Govern municipal: PSOE, Bloc per Palma i UM                                     | PP                    | 66.144  | 46,03% | 14       | -1  |
| BALEARS            | Palma 29 regidors                                        | - Alcaldessa: Aina Calvo Sastre (PSOE) - Govern municipal: PSOE, Bloc per Palma i UM                                     | PSOE                  | 50.874  | 35,41% | 11       | +2  |
| BALEARS            | Palma 29 regidors                                        | - Alcaldessa: Aina Calvo Sastre (PSOE) - Govern municipal: PSOE, Bloc per Palma i UM                                     | Bloc per Palma        | 11.780  | 8,2%   | 2        | -3  |
| BALEARS            | Palma 29 regidors                                        | - Alcaldessa: Aina Calvo Sastre (PSOE) - Govern municipal: PSOE, Bloc per Palma i UM                                     | UM                    | 9.507   | 6,62%  | 2        | +2  |
| CANARIAS           | Las Palmas de Gran Canaria 29 regidors                   | - Alcalde: Jerónimo Saavedra Acevedo (PSOE) - Govern municipal: PSOE i Compromiso                                        | PSOE                  | 70.794  | 41,91% | 15       | +6  |
| CANARIAS           | Las Palmas de Gran Canaria 29 regidors                   | - Alcalde: Jerónimo Saavedra Acevedo (PSOE) - Govern municipal: PSOE i Compromiso                                        | PP                    | 61.239  | 36,26% | 12       | -3  |
| CANARIAS           | Las Palmas de Gran Canaria 29 regidors                   | - Alcalde: Jerónimo Saavedra Acevedo (PSOE) - Govern municipal: PSOE i Compromiso                                        | Compromiso            | 10.326  | 6,11%  | 2        | =   |
| CANARIAS           | Las Palmas de Gran Canaria 29 regidors                   | - Alcalde: Jerónimo Saavedra Acevedo (PSOE) - Govern municipal: PSOE i Compromiso                                        | CC-PNC                | 4.441   | 2,63%  | ---      | -3  |
| CANARIAS           | Santa Cruz de Tenerife 27 regidors                       | - Alcalde: Miguel Zerolo Aguilar (CC-PNC) - Govern municipal: CC-PNC i PP                                                | CC-PNC                | 32.395  | 35,21% | 11       | -4  |
| CANARIAS           | Santa Cruz de Tenerife 27 regidors                       | - Alcalde: Miguel Zerolo Aguilar (CC-PNC) - Govern municipal: CC-PNC i PP                                                | PSOE                  | 22.163  | 24,09% | 7        | +2  |
| CANARIAS           | Santa Cruz de Tenerife 27 regidors                       | - Alcalde: Miguel Zerolo Aguilar (CC-PNC) - Govern municipal: CC-PNC i PP                                                | PP                    | 17.370  | 18,88% | 6        | +1  |
| CANARIAS           | Santa Cruz de Tenerife 27 regidors                       | - Alcalde: Miguel Zerolo Aguilar (CC-PNC) - Govern municipal: CC-PNC i PP                                                | CSC                   | 6.494   | 7,06%  | 2        | +2  |
| CANARIAS           | Santa Cruz de Tenerife 27 regidors                       | - Alcalde: Miguel Zerolo Aguilar (CC-PNC) - Govern municipal: CC-PNC i PP                                                | CCN                   | 4.890   | 5,31%  | 1        | +1  |
| CANTÀBRIA          | Santander 27 regidors                                    | - Alcalde: Íñigo de la Serna Hernaiz (PP) - Govern municipal: PP                                                         | PP                    | 51.187  | 51,94% | 15       | =   |
| CANTÀBRIA          | Santander 27 regidors                                    | - Alcalde: Íñigo de la Serna Hernaiz (PP) - Govern municipal: PP                                                         | PSOE                  | 25.174  | 25,55% | 7        | -2  |
| CANTÀBRIA          | Santander 27 regidors                                    | - Alcalde: Íñigo de la Serna Hernaiz (PP) - Govern municipal: PP                                                         | PRC                   | 16.977  | 17,23% | 5        | +2  |
| CASTELLA-LA MANCHA | Albacete 27 regidors                                     | - Alcalde: Manuel Pérez Castell (PSOE) - Govern municipal: PSOE i IU                                                     | PSOE                  | 35.260  | 46,26% | 13       | -1  |
| CASTELLA-LA MANCHA | Albacete 27 regidors                                     | - Alcalde: Manuel Pérez Castell (PSOE) - Govern municipal: PSOE i IU                                                     | PP                    | 33.121  | 43,46% | 13       | +1  |
| CASTELLA-LA MANCHA | Albacete 27 regidors                                     | - Alcalde: Manuel Pérez Castell (PSOE) - Govern municipal: PSOE i IU                                                     | IU                    | 4.974   | 6,53   | 1        | =   |
| CASTELLA-LA MANCHA | Ciudad Real 25 regidors                                  | - Alcaldessa: Rosa Romero Sánchez (PP) - Govern municipal: PP                                                            | PP                    | 17.733  | 50,33% | 15       | +2  |
| CASTELLA-LA MANCHA | Ciudad Real 25 regidors                                  | - Alcaldessa: Rosa Romero Sánchez (PP) - Govern municipal: PP                                                            | PSOE                  | 12.927  | 36,69% | 10       | -2  |
| CASTELLA-LA MANCHA | Conca 25 regidors (4 més que en les eleccions de 2003)   | - Alcalde: Francisco Javier Pulido Morillo (PP) - Govern municipal: PP                                                   | PP                    | 12.393  | 46,97% | 13       | +4  |
| CASTELLA-LA MANCHA | Conca 25 regidors (4 més que en les eleccions de 2003)   | - Alcalde: Francisco Javier Pulido Morillo (PP) - Govern municipal: PP                                                   | PSOE                  | 10.629  | 40,28% | 11       | =   |
| CASTELLA-LA MANCHA | Conca 25 regidors (4 més que en les eleccions de 2003)   | - Alcalde: Francisco Javier Pulido Morillo (PP) - Govern municipal: PP                                                   | IU                    | 1.323   | 5,01%  | 1        | +1  |
| CASTELLA-LA MANCHA | Conca 25 regidors (4 més que en les eleccions de 2003)   | - Alcalde: Francisco Javier Pulido Morillo (PP) - Govern municipal: PP                                                   | IxC                   | 302     | 1,14%  | ---      | -1  |
| CASTELLA-LA MANCHA | Guadalajara 25 regidors                                  | - Alcalde: Antonio Román Jasanada (PP) - Govern municipal: PP                                                            | PP                    | 18.987  | 49,65% | 13       | +1  |
| CASTELLA-LA MANCHA | Guadalajara 25 regidors                                  | - Alcalde: Antonio Román Jasanada (PP) - Govern municipal: PP                                                            | PSOE                  | 14.970  | 39,15% | 11       | -1  |
| CASTELLA-LA MANCHA | Guadalajara 25 regidors                                  | - Alcalde: Antonio Román Jasanada (PP) - Govern municipal: PP                                                            | IU                    | 2.314   | 6,05%  | 1        | =   |
| CASTELLA-LA MANCHA | Toledo 25 regidors                                       | - Alcalde: Emiliano García-Page Sánchez (PSOE) - Govern municipal: PSOE i IU                                             | PP                    | 18.798  | 45,35% | 12       | -1  |
| CASTELLA-LA MANCHA | Toledo 25 regidors                                       | - Alcalde: Emiliano García-Page Sánchez (PSOE) - Govern municipal: PSOE i IU                                             | PSOE                  | 18.011  | 43,45% | 11       | =   |
| CASTELLA-LA MANCHA | Toledo 25 regidors                                       | - Alcalde: Emiliano García-Page Sánchez (PSOE) - Govern municipal: PSOE i IU                                             | IU                    | 3.322   | 8,01%  | 2        | +1  |
| CASTELLA I LLEÓ    | Àvila 25 regidors                                        | - Alcalde: Miguel Ángel García Nieto (PP) - Govern municipal: PP                                                         | PP                    | 16.996  | 60,14% | 16       | +1  |
| CASTELLA I LLEÓ    | Àvila 25 regidors                                        | - Alcalde: Miguel Ángel García Nieto (PP) - Govern municipal: PP                                                         | PSOE                  | 7.566   | 26,77% | 7        | =   |
| CASTELLA I LLEÓ    | Àvila 25 regidors                                        | - Alcalde: Miguel Ángel García Nieto (PP) - Govern municipal: PP                                                         | IU-LV                 | 2.656   | 9,40%  | 2        | -1  |
| CASTELLA I LLEÓ    | Burgos 27 regidors                                       | - Alcalde: Juan Carlos Aparicio Pérez (PP) - Govern municipal: PP                                                        | PP                    | 44.323  | 47,63% | 15       | +1  |
| CASTELLA I LLEÓ    | Burgos 27 regidors                                       | - Alcalde: Juan Carlos Aparicio Pérez (PP) - Govern municipal: PP                                                        | PSOE                  | 31.750  | 34,12% | 10       | =   |
| CASTELLA I LLEÓ    | Burgos 27 regidors                                       | - Alcalde: Juan Carlos Aparicio Pérez (PP) - Govern municipal: PP                                                        | SI                    | 6.140   | 6,60%  | 2        | =   |
| CASTELLA I LLEÓ    | Burgos 27 regidors                                       | - Alcalde: Juan Carlos Aparicio Pérez (PP) - Govern municipal: PP                                                        | IU-LV                 | 4.329   | 4,65%  | ---      | -1  |
| CASTELLA I LLEÓ    | Lleó 27 regidors                                         | - Alcalde: Francisco Javier Fernández Álvarez (PSOE) - Govern municipal: PSOE i UPL                                      | PSOE                  | 32.292  | 44,14% | 13       | +3  |
| CASTELLA I LLEÓ    | Lleó 27 regidors                                         | - Alcalde: Francisco Javier Fernández Álvarez (PSOE) - Govern municipal: PSOE i UPL                                      | PP                    | 27.472  | 37,55% | 11       | -1  |
| CASTELLA I LLEÓ    | Lleó 27 regidors                                         | - Alcalde: Francisco Javier Fernández Álvarez (PSOE) - Govern municipal: PSOE i UPL                                      | UPL                   | 7.962   | 10,88% | 3        | -2  |
| CASTELLA I LLEÓ    | Palència 25 regidors                                     | - Alcalde: Heliodoro Gallego Cuesta (PSOE) - Govern municipal: PSOE                                                      | PSOE                  | 21.967  | 48,07% | 13       | =   |
| CASTELLA I LLEÓ    | Palència 25 regidors                                     | - Alcalde: Heliodoro Gallego Cuesta (PSOE) - Govern municipal: PSOE                                                      | PP                    | 18.439  | 40,35% | 11       | =   |
| CASTELLA I LLEÓ    | Palència 25 regidors                                     | - Alcalde: Heliodoro Gallego Cuesta (PSOE) - Govern municipal: PSOE                                                      | IU-LV                 | 2.372   | 5,19%  | 1        | =   |
| CASTELLA I LLEÓ    | Salamanca 27 regidors                                    | - Alcalde: Julián Lanzarote Sastre (PP) - Govern municipal: PP                                                           | PP                    | 41.118  | 50,46% | 16       | +1  |
| CASTELLA I LLEÓ    | Salamanca 27 regidors                                    | - Alcalde: Julián Lanzarote Sastre (PP) - Govern municipal: PP                                                           | PSOE                  | 29.744  | 36,50% | 11       | -1  |
| CASTELLA I LLEÓ    | Segòvia 25 regidors                                      | - Alcalde: Pedro Arahuetes García (PSOE) - Govern municipal: PSOE                                                        | PSOE                  | 13.091  | 44,51% | 13       | +2  |
| CASTELLA I LLEÓ    | Segòvia 25 regidors                                      | - Alcalde: Pedro Arahuetes García (PSOE) - Govern municipal: PSOE                                                        | PP                    | 12.667  | 43,07% | 12       | =   |
| CASTELLA I LLEÓ    | Segòvia 25 regidors                                      | - Alcalde: Pedro Arahuetes García (PSOE) - Govern municipal: PSOE                                                        | IU-LV                 | 1.232   | 4,19%  | ---      | -2  |
| CASTELLA I LLEÓ    | Sòria 21 regidors                                        | - Alcalde: Carlos Martínez Mínguez (PSOE) - Govern municipal: PSOE (en minoria)                                          | PSOE                  | 7.600   | 41,53% | 9        | +1  |
| CASTELLA I LLEÓ    | Sòria 21 regidors                                        | - Alcalde: Carlos Martínez Mínguez (PSOE) - Govern municipal: PSOE (en minoria)                                          | PP                    | 7.059   | 38,57% | 9        | -1  |
| CASTELLA I LLEÓ    | Sòria 21 regidors                                        | - Alcalde: Carlos Martínez Mínguez (PSOE) - Govern municipal: PSOE (en minoria)                                          | IDES                  | 1.970   | 10,77% | 2        | =   |
| CASTELLA I LLEÓ    | Sòria 21 regidors                                        | - Alcalde: Carlos Martínez Mínguez (PSOE) - Govern municipal: PSOE (en minoria)                                          | IU-LV                 | 984     | 5,38%  | 1        | +1  |
| CASTELLA I LLEÓ    | Sòria 21 regidors                                        | - Alcalde: Carlos Martínez Mínguez (PSOE) - Govern municipal: PSOE (en minoria)                                          | ASI                   | ---     | ---    | ---      | -1  |
| CASTELLA I LLEÓ    | Valladolid 29 regidors                                   | - Alcalde: Francisco Javier León de la Riva (PP) - Govern municipal: PP                                                  | PP                    | 87.016  | 47,82% | 15       | =   |
| CASTELLA I LLEÓ    | Valladolid 29 regidors                                   | - Alcalde: Francisco Javier León de la Riva (PP) - Govern municipal: PP                                                  | PSOE                  | 70.876  | 38,95% | 13       | =   |
| CASTELLA I LLEÓ    | Valladolid 29 regidors                                   | - Alcalde: Francisco Javier León de la Riva (PP) - Govern municipal: PP                                                  | IU-LV                 | 10.692  | 5,88%  | 1        | =   |
| CASTELLA I LLEÓ    | Zamora 25 regidors                                       | - Alcaldessa: Rosa Valdeón Santiago (PP) - Govern municipal:                                                             | PP                    | 14.882  | 43,63% | 12       | -1  |
| CASTELLA I LLEÓ    | Zamora 25 regidors                                       | - Alcaldessa: Rosa Valdeón Santiago (PP) - Govern municipal:                                                             | PSOE                  | 10.711  | 31,40% | 8        | =   |
| CASTELLA I LLEÓ    | Zamora 25 regidors                                       | - Alcaldessa: Rosa Valdeón Santiago (PP) - Govern municipal:                                                             | IU-LV                 | 4.597   | 13,48% | 3        | +1  |
| CASTELLA I LLEÓ    | Zamora 25 regidors                                       | - Alcaldessa: Rosa Valdeón Santiago (PP) - Govern municipal:                                                             | ADEIZA-UPZ            | 2.611   | 7,66%  | 2        | =   |
| CATALUNYA          | Barcelona 41 regidors                                    | - Alcalde: Jordi Hereu i Boher (PSC-Progrés Municipal) - Govern municipal: PSC-Progrés Municipal i ICV-EUiA (en minoria) | PSC-Progrés Municipal | 182.104 | 29,93% | 14       | -1  |
| CATALUNYA          | Barcelona 41 regidors                                    | - Alcalde: Jordi Hereu i Boher (PSC-Progrés Municipal) - Govern municipal: PSC-Progrés Municipal i ICV-EUiA (en minoria) | CiU                   | 154.620 | 25,41% | 12       | +3  |
| CATALUNYA          | Barcelona 41 regidors                                    | - Alcalde: Jordi Hereu i Boher (PSC-Progrés Municipal) - Govern municipal: PSC-Progrés Municipal i ICV-EUiA (en minoria) | PP                    | 95.114  | 15,63% | 7        | =   |
| CATALUNYA          | Barcelona 41 regidors                                    | - Alcalde: Jordi Hereu i Boher (PSC-Progrés Municipal) - Govern municipal: PSC-Progrés Municipal i ICV-EUiA (en minoria) | ICV-EUiA              | 56.855  | 9,34%  | 4        | -1  |
| CATALUNYA          | Barcelona 41 regidors                                    | - Alcalde: Jordi Hereu i Boher (PSC-Progrés Municipal) - Govern municipal: PSC-Progrés Municipal i ICV-EUiA (en minoria) | ERC                   | 53.463  | 8,79%  | 4        | -1  |
| CATALUNYA          | Girona 25 regidors                                       | - Alcaldessa: Anna Pagans i Gruartmoner (PSC-Progrés Municipal) - Govern municipal:                                      | PSC-Progrés Municipal | 11.279  | 34,80% | 10       | -1  |
| CATALUNYA          | Girona 25 regidors                                       | - Alcaldessa: Anna Pagans i Gruartmoner (PSC-Progrés Municipal) - Govern municipal:                                      | CiU                   | 7.111   | 21,94% | 6        | +1  |
| CATALUNYA          | Girona 25 regidors                                       | - Alcaldessa: Anna Pagans i Gruartmoner (PSC-Progrés Municipal) - Govern municipal:                                      | ERC                   | 4.167   | 12,86% | 4        | =   |
| CATALUNYA          | Girona 25 regidors                                       | - Alcaldessa: Anna Pagans i Gruartmoner (PSC-Progrés Municipal) - Govern municipal:                                      | ICV-EUiA              | 3.511   | 10,83% | 3        | +1  |
| CATALUNYA          | Girona 25 regidors                                       | - Alcaldessa: Anna Pagans i Gruartmoner (PSC-Progrés Municipal) - Govern municipal:                                      | PP                    | 2.892   | 8,92%  | 2        | -1  |
| CATALUNYA          | Lleida 27 regidors                                       | - Alcalde: Àngel Ros Domingo (PSC-Progrés Municipal) - Govern municipal:                                                 | PSC-Progrés Municipal | 22.172  | 46,23% | 15       | +5  |
| CATALUNYA          | Lleida 27 regidors                                       | - Alcalde: Àngel Ros Domingo (PSC-Progrés Municipal) - Govern municipal:                                                 | CiU                   | 9.613   | 20,04% | 6        | -1  |
| CATALUNYA          | Lleida 27 regidors                                       | - Alcalde: Àngel Ros Domingo (PSC-Progrés Municipal) - Govern municipal:                                                 | PP                    | 5.690   | 11,86% | 3        | -1  |
| CATALUNYA          | Lleida 27 regidors                                       | - Alcalde: Àngel Ros Domingo (PSC-Progrés Municipal) - Govern municipal:                                                 | ERC                   | 3.336   | 6,96%  | 2        | -1  |
| CATALUNYA          | Lleida 27 regidors                                       | - Alcalde: Àngel Ros Domingo (PSC-Progrés Municipal) - Govern municipal:                                                 | ICV-EUiA              | 2.737   | 5,71%  | 1        | -2  |
| CATALUNYA          | Tarragona 27 regidors                                    | - Alcalde: Josep Felix Ballesteros Casanova (PSC-Progrés Municipal) - Govern municipal:                                  | PSC-Progrés Municipal | 20.365  | 39,76% | 13       | +4  |
| CATALUNYA          | Tarragona 27 regidors                                    | - Alcalde: Josep Felix Ballesteros Casanova (PSC-Progrés Municipal) - Govern municipal:                                  | CiU                   | 11.819  | 23,07% | 8        | -2  |
| CATALUNYA          | Tarragona 27 regidors                                    | - Alcalde: Josep Felix Ballesteros Casanova (PSC-Progrés Municipal) - Govern municipal:                                  | PP                    | 6.976   | 13,62% | 4        | =   |
| CATALUNYA          | Tarragona 27 regidors                                    | - Alcalde: Josep Felix Ballesteros Casanova (PSC-Progrés Municipal) - Govern municipal:                                  | ERC                   | 3.938   | 7,69%  | 2        | =   |
| CATALUNYA          | Tarragona 27 regidors                                    | - Alcalde: Josep Felix Ballesteros Casanova (PSC-Progrés Municipal) - Govern municipal:                                  | ICV-EUiA              | 2.438   | 4,76%  | ---      | -2  |
| EXTREMADURA        | Badajoz 27 regidors                                      | - Alcalde: Miguel Celdrán Matute (PP-EU) - Govern municipal:                                                             | PP-EU                 | 33.986  | 49,66% | 15       | =   |
| EXTREMADURA        | Badajoz 27 regidors                                      | - Alcalde: Miguel Celdrán Matute (PP-EU) - Govern municipal:                                                             | PSOE-Regionalistas    | 25.909  | 37,86% | 11       | =   |
| EXTREMADURA        | Badajoz 27 regidors                                      | - Alcalde: Miguel Celdrán Matute (PP-EU) - Govern municipal:                                                             | IU-SIEX               | 3.599   | 5,26%  | 1        | =   |
| EXTREMADURA        | Càceres 25 regidors                                      | - Alcaldessa: Carmen Heras Pablo (PSOE-Regionalistas) - Govern municipal:                                                | PP-EU                 | 22.811  | 46,20% | 12       | -1  |
| EXTREMADURA        | Càceres 25 regidors                                      | - Alcaldessa: Carmen Heras Pablo (PSOE-Regionalistas) - Govern municipal:                                                | PSOE-Regionalistas    | 19.541  | 39,58% | 11       | =   |
| EXTREMADURA        | Càceres 25 regidors                                      | - Alcaldessa: Carmen Heras Pablo (PSOE-Regionalistas) - Govern municipal:                                                | FCC                   | 3.236   | 6,55%  | 1        | +1  |
| EXTREMADURA        | Càceres 25 regidors                                      | - Alcaldessa: Carmen Heras Pablo (PSOE-Regionalistas) - Govern municipal:                                                | IU-SIEX               | 2.667   | 5,40%  | 1        | =   |
| EXTREMADURA        | Mèrida 25 regidors                                       | - Alcalde: José Ángel Calle Grajera (PSOE-Regionalistas) - Govern municipal:                                             | PSOE-Regionalistas    | 15.588  | 47,80% | 13       | +1  |
| EXTREMADURA        | Mèrida 25 regidors                                       | - Alcalde: José Ángel Calle Grajera (PSOE-Regionalistas) - Govern municipal:                                             | PP-EU                 | 13.816  | 45,27% | 12       | -1  |
| EUSKADI            | Bilbao 29 regidors                                       | - Alcalde: Iñaki Azkuna Urreta (EAJ-PNV) - Govern municipal: EAJ-PNV i EB Berdeak                                        | EAJ-PNV               | 64.890  | 41,33% | 13       | +2  |
| EUSKADI            | Bilbao 29 regidors                                       | - Alcalde: Iñaki Azkuna Urreta (EAJ-PNV) - Govern municipal: EAJ-PNV i EB Berdeak                                        | PP                    | 35.165  | 22,4%  | 7        | -1  |
| EUSKADI            | Bilbao 29 regidors                                       | - Alcalde: Iñaki Azkuna Urreta (EAJ-PNV) - Govern municipal: EAJ-PNV i EB Berdeak                                        | PSE-EE                | 34.456  | 21,95% | 7        | +2  |
| EUSKADI            | Bilbao 29 regidors                                       | - Alcalde: Iñaki Azkuna Urreta (EAJ-PNV) - Govern municipal: EAJ-PNV i EB Berdeak                                        | EB-B/Aralar           | 12.449  | 7,93%  | 2        | -1  |
| EUSKADI            | Bilbao 29 regidors                                       | - Alcalde: Iñaki Azkuna Urreta (EAJ-PNV) - Govern municipal: EAJ-PNV i EB Berdeak                                        | EA                    | 4.224   | 2,69%  | --       | -2  |
| EUSKADI            | Sant Sebastià 27 regidors                                | - Alcalde: Odón Elorza González (PSE-EE) - Govern municipal: PSE-EE, EB Berdeak i Aralar                                 | PSE-EE                | 27.784  | 37,43% | 11       | +1  |
| EUSKADI            | Sant Sebastià 27 regidors                                | - Alcalde: Odón Elorza González (PSE-EE) - Govern municipal: PSE-EE, EB Berdeak i Aralar                                 | PP                    | 15.872  | 21,38% | 6        | -1  |
| EUSKADI            | Sant Sebastià 27 regidors                                | - Alcalde: Odón Elorza González (PSE-EE) - Govern municipal: PSE-EE, EB Berdeak i Aralar                                 | EAJ-PNV               | 12.719  | 17,14% | 5        | =   |
| EUSKADI            | Sant Sebastià 27 regidors                                | - Alcalde: Odón Elorza González (PSE-EE) - Govern municipal: PSE-EE, EB Berdeak i Aralar                                 | EB-B/Aralar           | 8.423   | 11,35% | 3        | +2  |
| EUSKADI            | Sant Sebastià 27 regidors                                | - Alcalde: Odón Elorza González (PSE-EE) - Govern municipal: PSE-EE, EB Berdeak i Aralar                                 | EA                    | 6.232   | 8,40%  | 2        | -2  |
| EUSKADI            | Vitòria 27 regidors                                      | - Alcalde: Patxi Lazcoz Baigorri (PSE-EE) - Govern municipal: PSE-EE (en minoria)                                        | PSE-EE                | 33.853  | 31,92% | 9        | +2  |
| EUSKADI            | Vitòria 27 regidors                                      | - Alcalde: Patxi Lazcoz Baigorri (PSE-EE) - Govern municipal: PSE-EE (en minoria)                                        | PP                    | 32.101  | 30,27% | 9        | =   |
| EUSKADI            | Vitòria 27 regidors                                      | - Alcalde: Patxi Lazcoz Baigorri (PSE-EE) - Govern municipal: PSE-EE (en minoria)                                        | EAJ-PNV               | 23.622  | 22,27% | 6        | -2  |
| EUSKADI            | Vitòria 27 regidors                                      | - Alcalde: Patxi Lazcoz Baigorri (PSE-EE) - Govern municipal: PSE-EE (en minoria)                                        | EB-B/Aralar           | 8.062   | 7,6%   | 2        | =   |
| EUSKADI            | Vitòria 27 regidors                                      | - Alcalde: Patxi Lazcoz Baigorri (PSE-EE) - Govern municipal: PSE-EE (en minoria)                                        | EA                    | 6.046   | 5,7%   | 1        | =   |
| GALÍCIA            | La Corunya 27 regidors                                   | - Alcalde: Francisco Javier Losada de Azpiazu (PSdeG-PSOE) - Govern municipal: PSdeG-PSOE i BNG (en coalició)            | PSdeG-PSOE            | 41.285  | 35,02% | 11       | -3  |
| GALÍCIA            | La Corunya 27 regidors                                   | - Alcalde: Francisco Javier Losada de Azpiazu (PSdeG-PSOE) - Govern municipal: PSdeG-PSOE i BNG (en coalició)            | PP                    | 37.085  | 31,46% | 10       | +3  |
| GALÍCIA            | La Corunya 27 regidors                                   | - Alcalde: Francisco Javier Losada de Azpiazu (PSdeG-PSOE) - Govern municipal: PSdeG-PSOE i BNG (en coalició)            | BNG                   | 24.355  | 20,66% | 6        | =   |
| GALÍCIA            | Lugo 25 regidors                                         | - Alcalde: Xosé Clemente López Orozco (PSdeG-PSOE) - Govern municipal: PSdeG-PSOE (en minoria)                           | PSdeG-PSOE            | 23.375  | 45,04% | 12       | -1  |
| GALÍCIA            | Lugo 25 regidors                                         | - Alcalde: Xosé Clemente López Orozco (PSdeG-PSOE) - Govern municipal: PSdeG-PSOE (en minoria)                           | PP                    | 18.428  | 35,51% | 9        | =   |
| GALÍCIA            | Lugo 25 regidors                                         | - Alcalde: Xosé Clemente López Orozco (PSdeG-PSOE) - Govern municipal: PSdeG-PSOE (en minoria)                           | BNG                   | 7.417   | 14,29% | 4        | +1  |
| GALÍCIA            | Ourense 27 regidors                                      | - Alcalde: Francisco Rodríguez Fernández (PSdeG-PSOE) - Govern municipal: PSdeG-PSOE i BNG (en coalició)                 | PP                    | 26.160  | 42,25% | 13       | -1  |
| GALÍCIA            | Ourense 27 regidors                                      | - Alcalde: Francisco Rodríguez Fernández (PSdeG-PSOE) - Govern municipal: PSdeG-PSOE i BNG (en coalició)                 | PSdeG-PSOE            | 16.428  | 26,53% | 8        | +2  |
| GALÍCIA            | Ourense 27 regidors                                      | - Alcalde: Francisco Rodríguez Fernández (PSdeG-PSOE) - Govern municipal: PSdeG-PSOE i BNG (en coalició)                 | BNG                   | 12.253  | 19,79% | 6        | -1  |
| GALÍCIA            | Pontevedra 25 regidors                                   | - Alcalde: Miguel Anxo Fernández Lores (BNG) - Govern municipal: BNG i PSdeG-PSOE (en coalició)                          | PP                    | 19.387  | 44,15% | 12       | +2  |
| GALÍCIA            | Pontevedra 25 regidors                                   | - Alcalde: Miguel Anxo Fernández Lores (BNG) - Govern municipal: BNG i PSdeG-PSOE (en coalició)                          | BNG                   | 12.412  | 28,26% | 7        | -3  |
| GALÍCIA            | Pontevedra 25 regidors                                   | - Alcalde: Miguel Anxo Fernández Lores (BNG) - Govern municipal: BNG i PSdeG-PSOE (en coalició)                          | PSdeG-PSOE            | 9.807   | 22,33% | 6        | +1  |
| GALÍCIA            | Santiago de Compostel·la 25 regidors                     | - Alcalde: Xosé Sánchez Bugallo (PSdeG-PSOE) - Govern municipal: PSdeG-PSOE i BNG (en coalició)                          | PP                    | 18.664  | 39,01% | 11       | +1  |
| GALÍCIA            | Santiago de Compostel·la 25 regidors                     | - Alcalde: Xosé Sánchez Bugallo (PSdeG-PSOE) - Govern municipal: PSdeG-PSOE i BNG (en coalició)                          | PSdeG-PSOE            | 18.269  | 38,19% | 10       | -1  |
| GALÍCIA            | Santiago de Compostel·la 25 regidors                     | - Alcalde: Xosé Sánchez Bugallo (PSdeG-PSOE) - Govern municipal: PSdeG-PSOE i BNG (en coalició)                          | BNG                   | 7.871   | 16,45% | 4        | =   |
| GALÍCIA            | Vigo 27 regidors                                         | - Alcalde: Abel Caballero Álvarez (PSdeG-PSOE) - Govern municipal: PSdeG-PSOE i BNG (en coalició)                        | PP                    | 66.574  | 44,04% | 13       | +3  |
| GALÍCIA            | Vigo 27 regidors                                         | - Alcalde: Abel Caballero Álvarez (PSdeG-PSOE) - Govern municipal: PSdeG-PSOE i BNG (en coalició)                        | PSdeG-PSOE            | 44.563  | 29,48% | 9        | +1  |
| GALÍCIA            | Vigo 27 regidors                                         | - Alcalde: Abel Caballero Álvarez (PSdeG-PSOE) - Govern municipal: PSdeG-PSOE i BNG (en coalició)                        | BNG                   | 28.116  | 18,60% | 5        | -2  |
| GALÍCIA            | Vigo 27 regidors                                         | - Alcalde: Abel Caballero Álvarez (PSdeG-PSOE) - Govern municipal: PSdeG-PSOE i BNG (en coalició)                        | PG                    | 4.920   | 3,25%  | ---      | -2  |
| LA RIOJA           | Logronyo 27 regidors                                     | - Alcalde: Tomás Santos Munilla (PSOE) - Govern municipal: PSOE-PR                                                       | PP                    | 34.515  | 46,43% | 13       | -1  |
| LA RIOJA           | Logronyo 27 regidors                                     | - Alcalde: Tomás Santos Munilla (PSOE) - Govern municipal: PSOE-PR                                                       | PSOE                  | 29.982  | 40,33% | 12       | +1  |
| LA RIOJA           | Logronyo 27 regidors                                     | - Alcalde: Tomás Santos Munilla (PSOE) - Govern municipal: PSOE-PR                                                       | PR                    | 4.992   | 6,72%  | 2        | =   |
| MADRID             | Madrid 57 regidors (2 més que en les elecciones de 2003) | - Alcalde: Alberto Ruiz-Gallardón Jiménez (PP) - Govern municipal: PP                                                    | PP                    | 875.571 | 55,54% | 34       | +4  |
| MADRID             | Madrid 57 regidors (2 més que en les elecciones de 2003) | - Alcalde: Alberto Ruiz-Gallardón Jiménez (PP) - Govern municipal: PP                                                    | PSOE                  | 486.826 | 30,88% | 18       | -3  |
| MADRID             | Madrid 57 regidors (2 més que en les elecciones de 2003) | - Alcalde: Alberto Ruiz-Gallardón Jiménez (PP) - Govern municipal: PP                                                    | IU                    | 136.881 | 8,68%  | 5        | +1  |
| MÚRCIA             | Múrcia 29 regidors                                       | - Alcalde: Miguel Ángel Cámara Botía (PP) - Govern municipal: PP                                                         | PP                    | 122.213 | 61,28% | 19       | =   |
| MÚRCIA             | Múrcia 29 regidors                                       | - Alcalde: Miguel Ángel Cámara Botía (PP) - Govern municipal: PP                                                         | PSOE                  | 59.255  | 29,71% | 9        | -1  |
| MÚRCIA             | Múrcia 29 regidors                                       | - Alcalde: Miguel Ángel Cámara Botía (PP) - Govern municipal: PP                                                         | IU-LV                 | 11.525  | 5,78%  | 1        | +1  |
| NAVARRA            | Pamplona 27 regidors                                     | - Alcaldessa: Yolanda Barcina Angulo (UPN-PP) - Govern municipal: UPN-PP (en minoria)                                    | UPN-PP                | 46.640  | 42,86% | 13       | =   |
| NAVARRA            | Pamplona 27 regidors                                     | - Alcaldessa: Yolanda Barcina Angulo (UPN-PP) - Govern municipal: UPN-PP (en minoria)                                    | NaBai                 | 28.581  | 26,26% | 8        | +4  |
| NAVARRA            | Pamplona 27 regidors                                     | - Alcaldessa: Yolanda Barcina Angulo (UPN-PP) - Govern municipal: UPN-PP (en minoria)                                    | PSN-PSOE              | 16.578  | 15,23% | 4        | -1  |
| NAVARRA            | Pamplona 27 regidors                                     | - Alcaldessa: Yolanda Barcina Angulo (UPN-PP) - Govern municipal: UPN-PP (en minoria)                                    | EAE-ANV               | 7.187   | 6,60%  | 2        | +2  |
| NAVARRA            | Pamplona 27 regidors                                     | - Alcaldessa: Yolanda Barcina Angulo (UPN-PP) - Govern municipal: UPN-PP (en minoria)                                    | IUN-NEB               | 4.504   | 4,14%  | ---      | -3  |
| NAVARRA            | Pamplona 27 regidors                                     | - Alcaldessa: Yolanda Barcina Angulo (UPN-PP) - Govern municipal: UPN-PP (en minoria)                                    | CDN                   | 3.844   | 3,53%  | ---      | -2  |
| PAÍS VALENCIÀ      | Alacant 29 regidors (2 més que en les eleccions de 2003) | - Alcalde: Luis Díaz Alperi (PP) - Govern municipal: PP                                                                  | PP                    | 63.572  | 44,08% | 15       | +1  |
| PAÍS VALENCIÀ      | Alacant 29 regidors (2 més que en les eleccions de 2003) | - Alcalde: Luis Díaz Alperi (PP) - Govern municipal: PP                                                                  | PSPV-PSOE             | 59.373  | 41,17% | 14       | +2  |
| PAÍS VALENCIÀ      | Alacant 29 regidors (2 més que en les eleccions de 2003) | - Alcalde: Luis Díaz Alperi (PP) - Govern municipal: PP                                                                  | Acord                 | 7.108   | 4,93%  | ---      | -1  |
| PAÍS VALENCIÀ      | Castelló de la Plana 27 regidors                         | - Alcalde: Alberto Fabra Part (PP) - Govern municipal: PP                                                                | PP                    | 36.156  | 47,91% | 14       | -1  |
| PAÍS VALENCIÀ      | Castelló de la Plana 27 regidors                         | - Alcalde: Alberto Fabra Part (PP) - Govern municipal: PP                                                                | PSPV-PSOE             | 29.155  | 38,63% | 12       | +2  |
| PAÍS VALENCIÀ      | Castelló de la Plana 27 regidors                         | - Alcalde: Alberto Fabra Part (PP) - Govern municipal: PP                                                                | BLOC                  | 3.911   | 5,18%  | 1        | -1  |
| PAÍS VALENCIÀ      | València 33 regidors                                     | - Alcaldessa: Rita Barberá Nolla (PP) - Govern municipal: PP                                                             | PP                    | 235.158 | 56,67% | 21       | +2  |
| PAÍS VALENCIÀ      | València 33 regidors                                     | - Alcaldessa: Rita Barberá Nolla (PP) - Govern municipal: PP                                                             | PSPV-PSOE             | 140.187 | 33,78% | 12       | =   |
| PAÍS VALENCIÀ      | València 33 regidors                                     | - Alcaldessa: Rita Barberá Nolla (PP) - Govern municipal: PP                                                             | Acord                 | 19.808  | 4,77%  | ---      | -2  |

## Reaccions polítiques posteriors
Miguel Sebastián, candidat a l'Alcaldia de Madrid pel PSOE presenta la seva dimissió com a regidor pels resultats obtinguts en les Eleccions Municipals, el PSOE perd 3 regidors, El Partit Popular en guanya 4 i Izquierda Unida en guanya 1.
Rafael Simancas, candidat a la Comunitat de Madrid i Secretari General de la Federació Socialista Madrilenya (FSM), presenta la seva dimissió el 4 de juny pels mals resultats obtinguts tant en l'Ajuntament com en la Comunitat de Madrid, baixa 3 diputats, gana 2 IU i 10 el PP, pel que en Madrid es constituirà una comissió gestora per dirigir la FSM fins a la celebració d'un nou congrés i l'elecció d'un nou Secretari General.
En el rerefons polític està la qüestió de l'elecció de Miguel Sebastián per la Moncloa, sense amb prou feines suports en la FSM.